# Вятка (Новгородская область)
Вятка — деревня в Пестовском муниципальном районе Новгородской области. Административный центр Вятского сельского поселения. Население по всероссийской переписи населения 2010 года — 391 человек (177 мужчин и 214 женщин).

## География
Площадь территории деревни — 148,7 га. Вятка находится на реке Волдомица, на высоте 126 м над уровнем моря, в 16 км к юго-западу от Пестова.

## Улицы
В Вятке есть 12 улиц: Гагарина, Комсомольская, Лесная, Молодёжная, Пионеров, Почтовая, Производственная, Профсоюзная, Садовая, Соловьёва, Титова и Цветочная, также два переулка: Новый и Солнечный, а также колхоз «Рационализатор», МОУ «Начальная школа-детский сад деревни Вятка», Вятский сельский дом культуры, сельская библиотека, фельдшерско-акушерский пункт, почтовое отделение, действует православный храм «Введение во храм Пресвятой Богородицы».

## История
Богородицкий Волдомицкий погост в Вятке упоминается в писцовых книгах (XVI века) Бежецкой пятины Земли Новгородской. Село Вятка на правом берегу Волдомицы, а также Богородицкий (Волдомицкий) погост, на противоположном — левом берегу Волдомицы, в конце XIX века были в Никольской волости Весьегонского уезда Тверской губернии. В 1930-е года село Вятка в составе Гуськовского сельсовета, с центром в деревне Гуськи, в Пестовском районе Ленинградской области. По Указу Президиума Верховного Совета СССР от 5 июля 1944 года Пестовский район был передан из Ленинградской области во вновь образованную Новгородскую область. Во время неудавшейся всесоюзной реформы по делению на сельские и промышленные районы и парторганизации, в соответствии с решениями ноябрьского (1962 года) пленума ЦК КПСС «о перестройке партийного руководства народным хозяйством» с 10 декабря 1962 года был образован, в числе прочих, крупный Пестовский сельский район на территории Дрегельского, Пестовского и Хвойнинского районов, а 1 февраля 1963 года административный Пестовский район в числе прочих был упразднён. Пленум ЦК КПСС, состоявшийся 16 ноября 1964 года восстановил прежний принцип партийного руководства народным хозяйством, после чего Указом Верховного Совета РСФСР от 12 января 1965 года сельские районы были преобразованы вновь в административные районы и решением Новгородского облисполкома № 6 от 14 января 1965 года Вятка и сельсовет вновь в составе Пестовского района. Решением Новгородского облисполкома № 108 от 9 марта 1971 года центр Гуськовского сельсовета был перенесён из деревни Гуськи в посёлок Вятка, а Решением Новгородского облисполкома № 187 от 5 мая 1978 года Гуськовский сельсовет был переименован в Вятский сельсовет.
С принятием Российского закона от 6 июля 1991 года «О местном самоуправлении в РСФСР» и Указом Президента РФ № 1617 от 9 октября 1993 года «О реформе представительных органов власти и органов местного самоуправления в Российской Федерации» деятельность Вятского сельского Совета была досрочно прекращена. Позднее была образована образована Администрация Вятского сельсовета (Вятская сельская администрация). По результатам муниципальной реформы, с 2005 года деревня входит в состав муниципального образования — Вятское сельское поселение Пестовского муниципального района (местное самоуправление), по административно-территориальному устройству подчинена администрации Вятского сельского поселения Пестовского района. В 2012 году Новгородская областная дума (постановлением № 50-5 ОД от 25.01.2012) постановила уведомить Правительство Российской Федерации об упразднении в числе прочих Вятского сельсовета Пестовского района.

## Население
| 2010 |
| ---- |
| 391  |

## Люди, связанные с Вяткой
- Зябликова, Евгения Фёдоровна — Герой Социалистического Труда, с 1950 по 1975 год была директором совхоза-«миллионера» «Рационализатор», также награждена орденом «Знак почёта», Трудового Красного Знамени, Октябрьской революции и орденом Ленина, «Почётный гражданин Пестовского района» с 2001 года.